# Karl Mayr (Unternehmer)
Karl Mayr (* 8. November 1936 in Schärding; † 12. Februar 2020 in Ried im Innkreis) war ein österreichischer Unternehmer und Gründer der Fussl Modestraße.

## Leben
Karl Mayr war der älteste Sohn des Lehrers Karl Mayr und der Kaufmannstochter Maria Mayr, geborene Fußl. Sein Bruder Wolfgang Mayr wurde Journalist.
Nach der Volksschule in Ort im Innkreis und Aurolzmünster besuchte er vier Jahre das Gymnasium in Ried im Innkreis. Er sollte wie der Vater Lehrer werden. Mit dem Wechsel an die Handelsschule in Braunau am Inn wurden die Weichen jedoch für eine kaufmännische Laufbahn gestellt, mit dem Ziel, die Gemischtwarenhandlung der Familie zu übernehmen. Großvater Karl Fußl war 1951 gestorben und der als Nachfolger vorgesehene Onkel Karl Fußl war aus dem Krieg nicht heimgekehrt.
Nach zwei Jahren Handelsschule und mehreren Praktika u. a. beim Textilgroßhändler Sinzinger in Ried im Innkreis und im Kaufhaus Bachmaier in Taufkirchen an der Pram stieg er 1954 in die kleine Landkramerei ein. Das Geschäft führte zu diesem Zeitpunkt die Mutter, Eigentümerin war die Großmutter Maria Fußl. Knapp 18 Jahre alt bestimmte er jedoch bald die Richtung, offiziell übernahm er erst 1963. Er erweiterte laufend das Sortiment und baute den 1871 gegründeten Kramerladen Schritt für Schritt zum modernsten Einkaufszentrum der Region mit Selbstbedienung aus. Seit 1967 tatkräftig unterstützt von seiner Frau Berta, einer Kaufmannstochter aus Königsbrunn am Wagram in Niederösterreich, die mit 50 Prozent in die neu gegründete Gesellschaft bürgerlichen Rechts (GbR) einstieg. Mit dem Verzicht auf die Lebensmittel und damit auch auf den halben Umsatz erfolgte 1975 die endgültige Konzentration auf Textilien.
Der nächste Schritt war 1981 der Einstieg in die Filialisierung mit dem ersten Haus in Ried im Innkreis. Zügig kamen weitere Standorte dazu: In Oberösterreich Mattighofen (wie Ried im Eigentum der Firma), Grieskirchen, Braunau, Wels, Schärding, Vöcklabruck, Bad Ischl etc. und im Bundesland Salzburg St. Johann im Pongau und Bischofshofen. Die Expansion wurde durch einen firmeneigenen Ladenbau unterstützt.

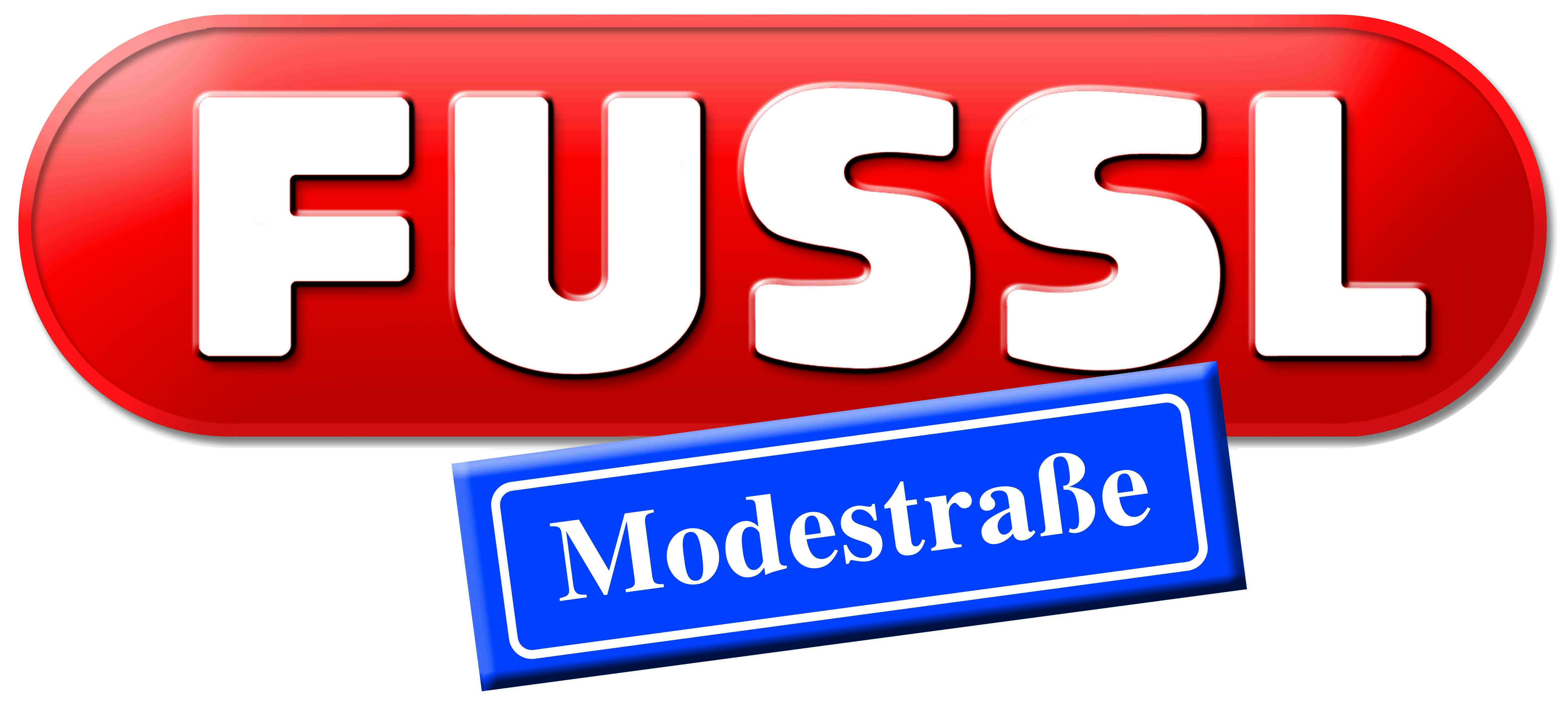

Parallel dazu erfolgte die Entwicklung der Marke. Die ursprüngliche Schreibweise des Namens Fußl wurde aus werbegrafischen Gründen in Fussl geändert. In den 1980er-Jahren entstand das erste Logo: FUSSL in weißen Großbuchstaben in einem roten Oval. 1989 wurde dieses Logo mit einem blauen Schild „Modestraße“ unterlegt: Das prägnante Logo „FUSSL Modestraße“ war geboren.
Karl Mayr, ein „Kaufmann mit Leib und Seele“, wie ihn wohlmeinende Wegbegleiter bald nannten, war Vorreiter etwa bei der Einführung der Selbstbedienung und beim massiven Einsatz von Werbung. Ein großes Anliegen war ihm in seiner aktiven Zeit der Kampf gegen die überbordende Bürokratie, für ihn ein Hemmschuh der wirtschaftlichen Entwicklung im Land. An vorderster Front setzte er sich für die Ladenöffnung am 8. Dezember ein, um den Kaufkraftabfluss nach Bayern zu verhindern, wo die Geschäfte an diesem Tag offen waren.
Im Jahr 1996 übergaben Karl und Berta Mayr das Unternehmen mit 17 Geschäften an die Söhne Karl und Ernst, die die Expansion fortführten. Die FUSSL Modestraße verfügt (Stand Februar 2019) über 160 Filialen in allen österreichischen Bundesländern und in Bayern, beschäftigt rund 1200 Mitarbeiter und setzte 2018 etwa 150 Millionen Euro um.

## Ehrungen und Auszeichnungen
- „Salzburger Preis“ der Österreichischen Textil-Mitteilungen (1992)
- Goldenes Ehrenzeichen des Landes Oberösterreich (1996)
- Ehrenring der Gemeinde Ort im Innkreis (2006)